# Lycée Marie-Curie (Marseille)
Pour les articles homonymes, voir Lycée Marie-Curie.
 (octobre 2010).
Si vous disposez d'ouvrages ou d'articles de référence ou si vous connaissez des sites web de qualité traitant du thème abordé ici, merci de compléter l'article en donnant les références utiles à sa vérifiabilité et en les liant à la section « Notes et références ».
Le lycée public Marie-Curie à Marseille est un lycée technique à vocation régionale localisé au cœur de la ville de Marseille. Il accueille 1 400 élèves et étudiants de la seconde jusqu'au BTS voire bac+3 pour certaines formations (DCG, DECSF) et même bac+4 (DSAA). Sa vocation principale est de former des techniciens dans les différents domaines de la biologie technique, les arts appliques, l'informatique et la gestion ainsi que les matériaux souples.

## Historique
- 1889 : création d'une école professionnelle qui deviendra successivement École pratique de commerce et d'industrie puis collège technique.
- 1958 : inauguration par Gaston Defferre, maire de Marseille, du lycée municipal Marie-Curie, conçu pour 500 élèves avec un internat, au 16 boulevard Jeanne-d'Arc.
- 1968 : l'établissement devient lycée d'État.
- 1986 : dans le cadre des lois de décentralisation, l'établissement devient lycée technique régional

## Classement du lycée
En 2015, le lycée se classe 62e sur 77 au niveau départemental quant à la qualité d'enseignement, et 1934e au niveau national. Le classement s'établit sur trois critères : le taux de réussite au bac, la proportion d'élèves de première qui obtient le baccalauréat en ayant fait les deux dernières années de leur scolarité dans l'établissement, et la valeur ajoutée (calculée à partir de l'origine sociale des élèves, de leur âge et de leurs résultats au diplôme national du brevet).

## Formations

### Secteur scientifique
- Bac STL mention Biotechnologies avec une section européenne (depuis septembre 2009)
- Bac ST2S (Sciences et Technologies de la Santé et du Social)
- BTS Analyses de Biologie Médicale
- BTS Biotechnologies
- BTS Bioanalyses et Contrôles
- BTS Diététique
- BTS Économie Sociale et Familiale
- DE Conseiller en Économie Sociale et Familiale
- Classe Préparatoire aux Grandes Écoles Technologie-Biologie

### Secteur Tertiaire
- BAC Sciences et Technologie de la Gestion
- BTS Assistant de Manager
- BTS Comptabilité et Gestion des Organisations
- BTS Services Informatiques aux Organisations
- Diplôme  de Comptabilité et de Gestion

### Secteur Arts Appliqués
- MANAA: Mise à Niveau en Arts Appliqués
- BTS DCEV Design de Communication - Espace & Volume
- Diplôme des métiers d'Art en Cinéma d'Animation
- Diplôme Supérieur d'Arts Appliqués en Design, mention Espace-Évènement

### Secteur Matériaux souples
- BAC STI Génie mécanique option matériaux souples
- BTS Industries des matériaux souples